# Matern Schäfer
Matern Schäfer SJ (1752 Krupka – 2. února 1811 Bohosudov) byl římskokatolický duchovní, člen jezuitského řádu a autor duchovní literatury.

## Život a dílo
V letech 1768-1773 získal teologické vzdělání na jezuitských řádových studiích. V letech 1786-1798 působil jako kaplan lokálie Modlany na Teplicku. V tomto období začal vydávat několika svazkovou sbírku kázání na všechny neděle v roce. Zemřel v roce 1811 v Bohosudově, kde byl proboštem. Jeho synovec byl teolog Ignaz Kunitz.